# Соблазн
Собла́зн (лат. scandalum) — ["скандал"; «ум»] в религиозной культуре: деяние, вызывающее моральное падение. В современной культуре: действие по привлечению внимания, которое несет в себе сексуальную подоплеку.

## Научное определение
Соблазн — то, что прельщает, влечет к себе; искушение: «ввести в соблазн».

## В религиозных учениях
Первоначально термин получил свое распространение благодаря тексту Нового Завета Библии (Мф. 13:41; Мф. 16:23). Сама этимология греческого слова «скандалон» означает «колышек, придерживающий дверь ловушки». Фома Аквинский различает пассивный и активный соблазн, то есть жертву и виновника соблазна. Соблазном в собственном смысле является склонение человеку к греху, что само по себе является грехом. Соблазну по смыслу противостоит «дружеское исправление».
Через латинскую транслитерацию — scandalum — слово приходит в европейские языки: нем. Skandal; исп. escándalo; фр. scandale, и уже из них в русском языке образовалось слово «скандал» — случай, происшествие, позорящее его участников, по Сергею Ожегову. В древнерусском имелись кальки «скандалъ» и «сканделъ» со значением «соблазн», а также «скандалисати» — «соблазнять». В сотериологическом культурном потоке соблазн — это ошибка в интерпретации блага; шире — ошибка как следствие неве́дения и не-видения истины